# Kadipaten (Tasikmalaya)
Kadipaten is een plaats (kelurahan) in het onderdistrict (kecamatan) Kadipaten van het  regentschap Tasikmalaya in de provincie West-Java, Indonesië. Kadipaten telt 5219 inwoners (volkstelling 2010).